# 科尔诺韦基奥
科尔诺韦基奥（義大利語：Cornovecchio），是意大利洛迪省的一个市镇。总面积6平方公里，人口230人，人口密度38.3人/平方公里（2009年）。ISTAT代码为098023。